# 피츠버그 스틸러스

피츠버그 스틸러스 엠블럼

피츠버그 스틸러스( Pittsburgh Steelers)는 미국의 미식축구팀이다. 펜실베이니아주 피츠버그를 연고지로 하며 아메리칸 풋볼 콘퍼런스(AFC) 북부지구에 속한다. 한국계 혈통이 있었던 하인스 워드가 뛰었던 팀이며 뉴잉글랜드 패트리어츠와 함께 슈퍼볼 최다 우승팀이다. 제1의 철강 도시인 이유로 이름을 붙인 것이다.

## 같이 보기
- 테러블 타월